# متصورة دجاجية
متصورة دجاجية (الاسم العلمي:Plasmodium gallinaceum) هي نوع من الأسناخ الصبغية تتبع جنس المتصورة من فصيلة المتصورات.